# Jogos Pan-Arábicos de 1997
Os Jogos Pan-Arábicos de 1997 foram a oitava edição dos Jogos Pan-Arábicos. Realizados pela segunda vez em Beirute, no Líbano, os Jogos contaram com a participação de aproximadamente 3200 atletas de 19 países árabes.
O Egito conquistou a maior quantidade de medalhas de ouro. Pela primeira vez desde os Jogos de Casablanca em 1961 o país-sede não ficava em primeiro lugar no quadro de medalhas. Naquela ocasião a façanha também coube aos egípcios que, na época, integravam a República Árabe Unida

## Países participantes
| - Arábia Saudita - Argélia - Djibuti - Bahrein - Egito - Emirados Árabes Unidos - Iêmen | - Jordânia - Kuwait - Líbano - Líbia - Marrocos - Mauritânia | - Omã - Palestina - Catar - Síria - Sudão - Tunísia |

## Modalidades

### Masculinas
| - Atletismo - Basquetebol - Boxe - Caratê - Ciclismo | - Esgrima - Futebol (detalhes) - Ginástica - Golfe - Halterofilismo | - Hipismo - Judô - Luta olímpica - Natação - Taekwondo | - Tênis - Tênis de mesa - Tiro com arco - Vela - Voleibol |

### Femininas
| - Atletismo - Basquetebol - Caratê - Judô - Natação | - Taekwondo - Tênis - Tênis de mesa - Tiro com arco - Voleibol |

## Quadro de medalhas

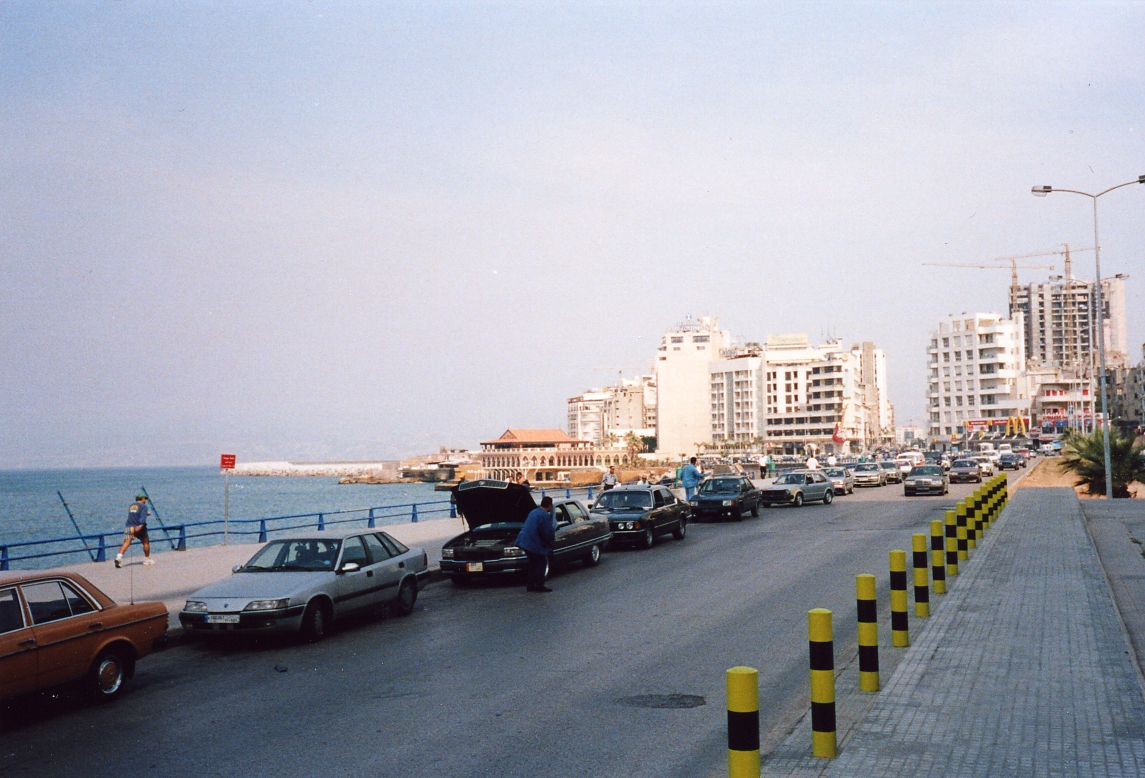
Beirute, Líbano

| Ordem | País                   | Medalha de ouro | Medalha de prata | Medalha de bronze | Total |
| ----- | ---------------------- | --------------- | ---------------- | ----------------- | ----- |
| 1     | Egito                  | 92              | 60               | 38                | 190   |
| 2     | Argélia                | 43              | 43               | 43                | 129   |
| 3     | Marrocos               | 19              | 15               | 17                | 51    |
| 4     | Síria                  | 18              | 29               | 35                | 82    |
| 5     | Jordânia               | 10              | 8                | 22                | 40    |
| 6     | Líbano                 | 9               | 15               | 52                | 76    |
| 7     | Tunísia                | 9               | 11               | 29                | 49    |
| 8     | Catar                  | 9               | 6                | 2                 | 17    |
| 9     | Arábia Saudita         | 6               | 10               | 22                | 38    |
| 10    | Kuwait                 | 1               | 13               | 22                | 36    |
| 11    | Omã                    | 1               | 1                | 1                 | 3     |
| 12    | Sudão                  | 0               | 1                | 2                 | 3     |
| 13    | Emirados Árabes Unidos | 0               | 1                | 1                 | 2     |
| 14    | Líbia                  | 0               | 1                | 1                 | 2     |
| 15    | Iêmen                  | 0               | 0                | 2                 | 2     |
| 16    | Palestina              | 0               | 0                | 5                 | 5     |
| 17    | Bahrein                | 0               | 0                | 1                 | 1     |